# Michał Gołaś
Michał Gołaś (Toruń, 29 de abril de 1984) es un ciclista polaco.

## Trayectoria
En 2007 debutó como profesional con el equipo Unibet.com. En 2009 fichó por el Vacansoleil-DCM y tras dos temporadas se unió al Omega Pharma-QuickStep hasta el año 2015. Desde el año 2016 compitió con el equipo británico INEOS Grenadiers.
En 2021 anunció su retirada y de cara al año siguiente se convirtió en director deportivo del Team Bahrain Victorious.

## Palmarés
2012
- Campeonato de Polonia en Ruta

2015
- 2.º en el Campeonato de Polonia en Ruta
- Campeonato de Flandes

## Resultados en Grandes Vueltas y Campeonatos del Mundo
| Carrera         | Carrera         | 2007 | 2008 | 2009 | 2010 | 2011  | 2012 | 2013 | 2014 | 2015 | 2016  | 2017  | 2018 | 2019 | 2020 | 2021 |
| --------------- | --------------- | ---- | ---- | ---- | ---- | ----- | ---- | ---- | ---- | ---- | ----- | ----- | ---- | ---- | ---- | ---- |
|                 | Giro de Italia  | —    | —    | —    | —    | Ab.   | 93.º | 62.º | —    | —    | —     | 141.º | —    | —    | —    | —    |
|                 | Tour de Francia | —    | —    | —    | —    | —     | —    | —    | 55.º | 95.º | —     | —     | —    | —    | —    | —    |
|                 | Vuelta a España | —    | —    | —    | —    | Ab.   | —    | —    | —    | —    | 118.º | —     | —    | —    | Ab.  | —    |
| Mundial en Ruta | Mundial en Ruta | —    | —    | 86.º | 64.º | 151.º | 61.º | 33.º | 58.º | 54.º | —     | 52.º  | Ab.  | Ab.  | 83.º | Ab.  |

—: no participa

Ab.: abandono

## Equipos
- Unibet.com (2007)
- Cycle Collstrop (2008)
- Amica Chips-Knauf (2009)
- Vacansoleil-DCM (2009-2011)
- Omega Pharma/Etixx (2012-2015)
  - Omega Pharma-QuickStep (2012-2014)
  - Etixx-Quick Step (2015)
- Sky/INEOS[2] (2016-2021)
  - Team Sky (2016-2019)
  - Team INEOS (2019-2020)
  - INEOS Grenadiers (2020-2021)